# Signa
Signa est une commune de la ville métropolitaine de Florence en Toscane (Italie).

## Administration
| Période                                  | Période  | Identité           | Étiquette       | Qualité |
| ---------------------------------------- | -------- | ------------------ | --------------- | ------- |
| 15 juin 2004                             | En cours | Florestano Bitossi | Centro-Sinistra |         |
| Les données manquantes sont à compléter. |          |                    |                 |         |

### Hameaux
Colombaia, Lecore, San'Angelo a Lecore, San Mauro a Signa

### Communes limitrophes
Campi Bisenzio, Carmignano, Lastra a Signa, Poggio a Caiano, Scandicci

### Évolution démographique
Habitants recensés

## Jumelages
- Tifariti (République arabe sahraouie démocratique)
- Oberdrauburg (Autriche) depuis 1996
- Maromme (France) depuis 1985
- Longobucco (Italie)

## Vues

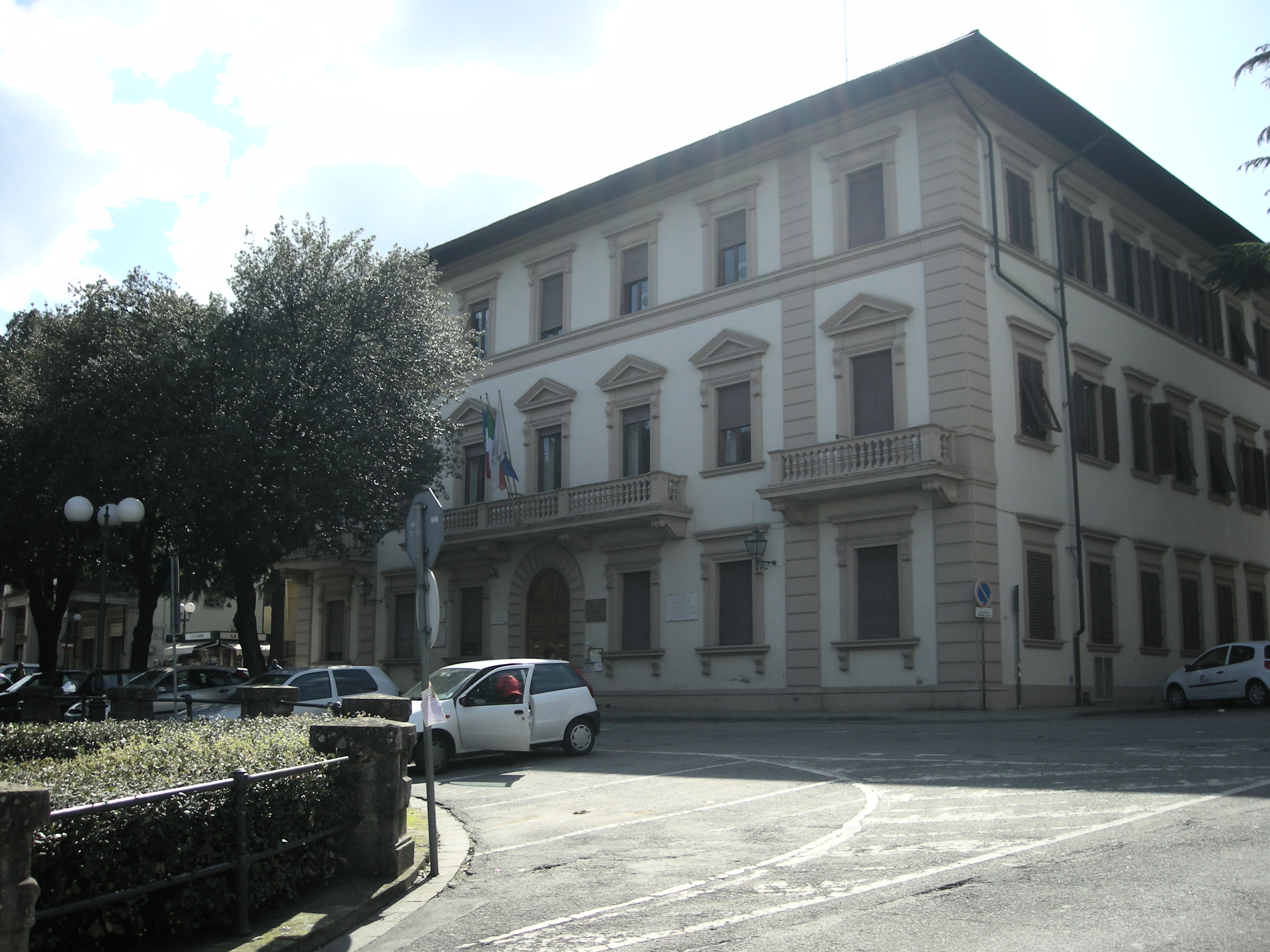
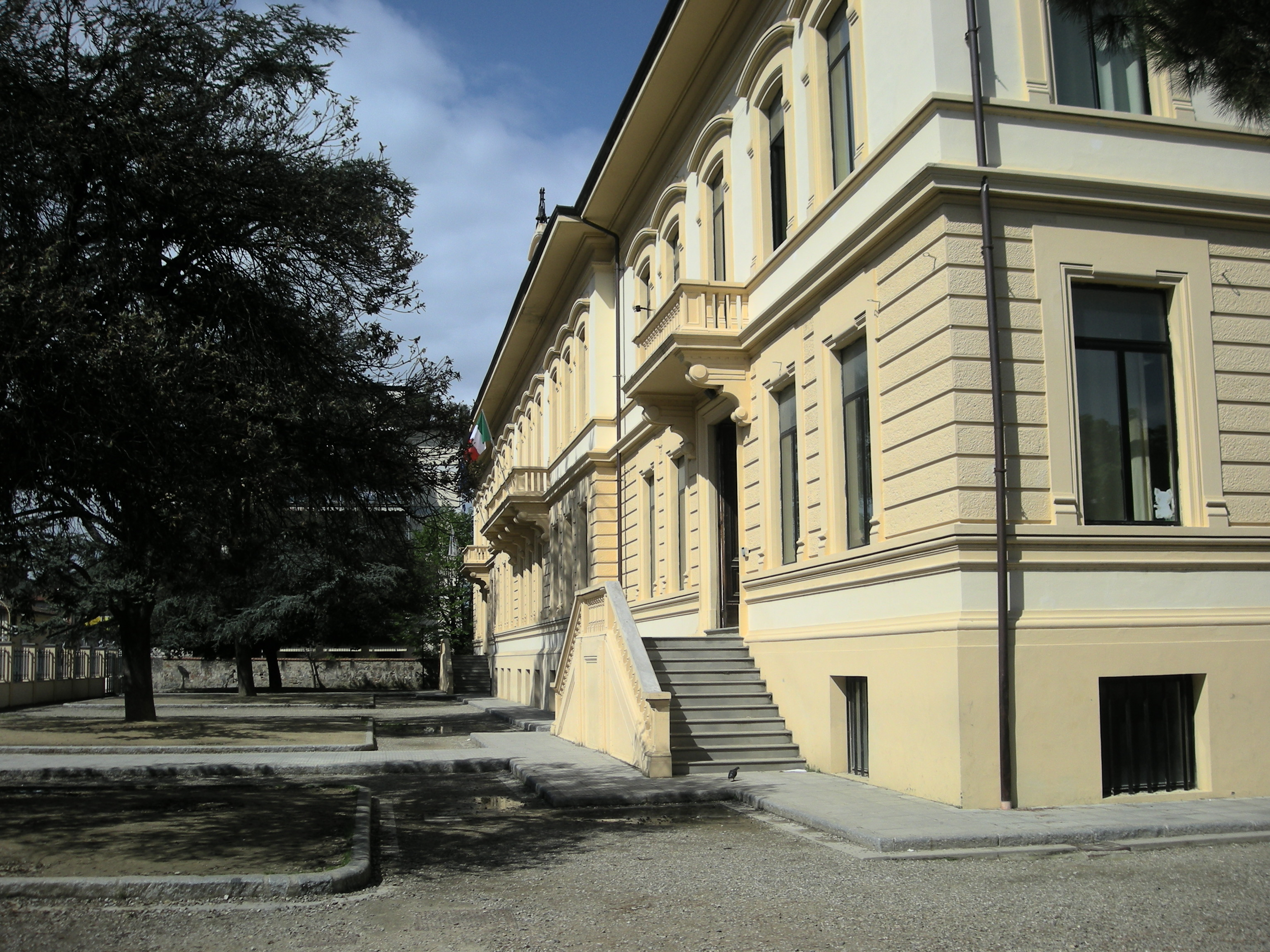
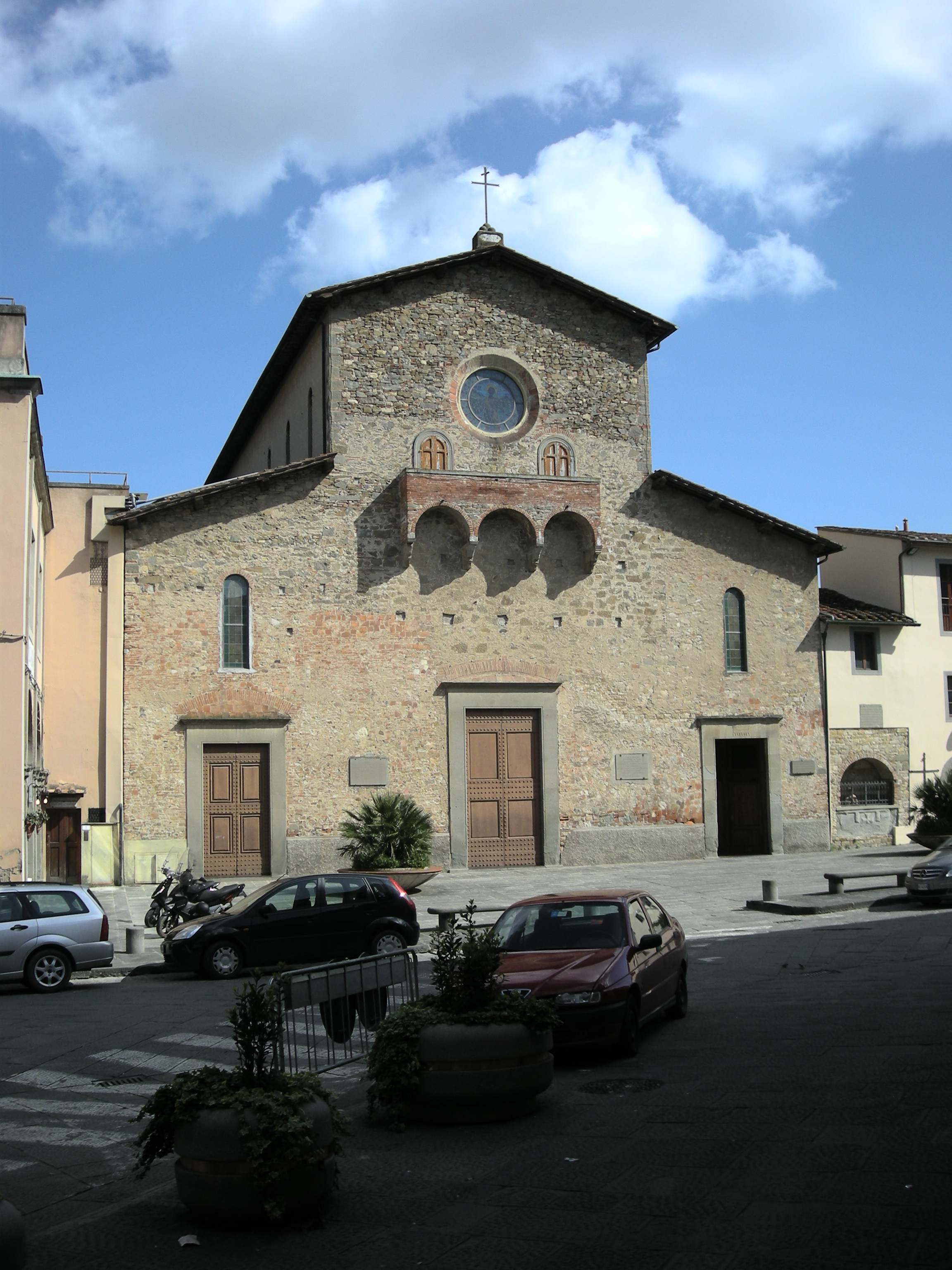
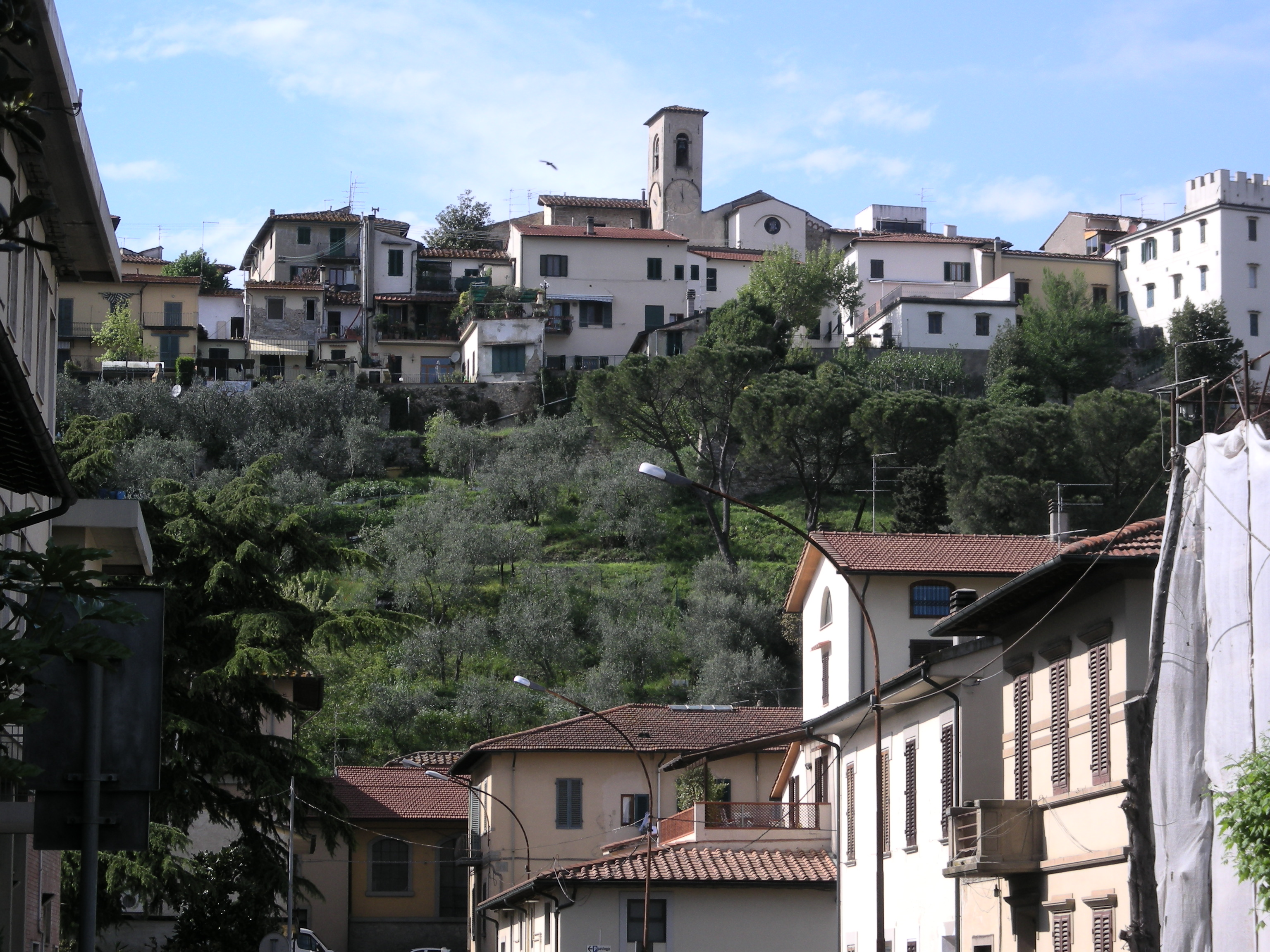
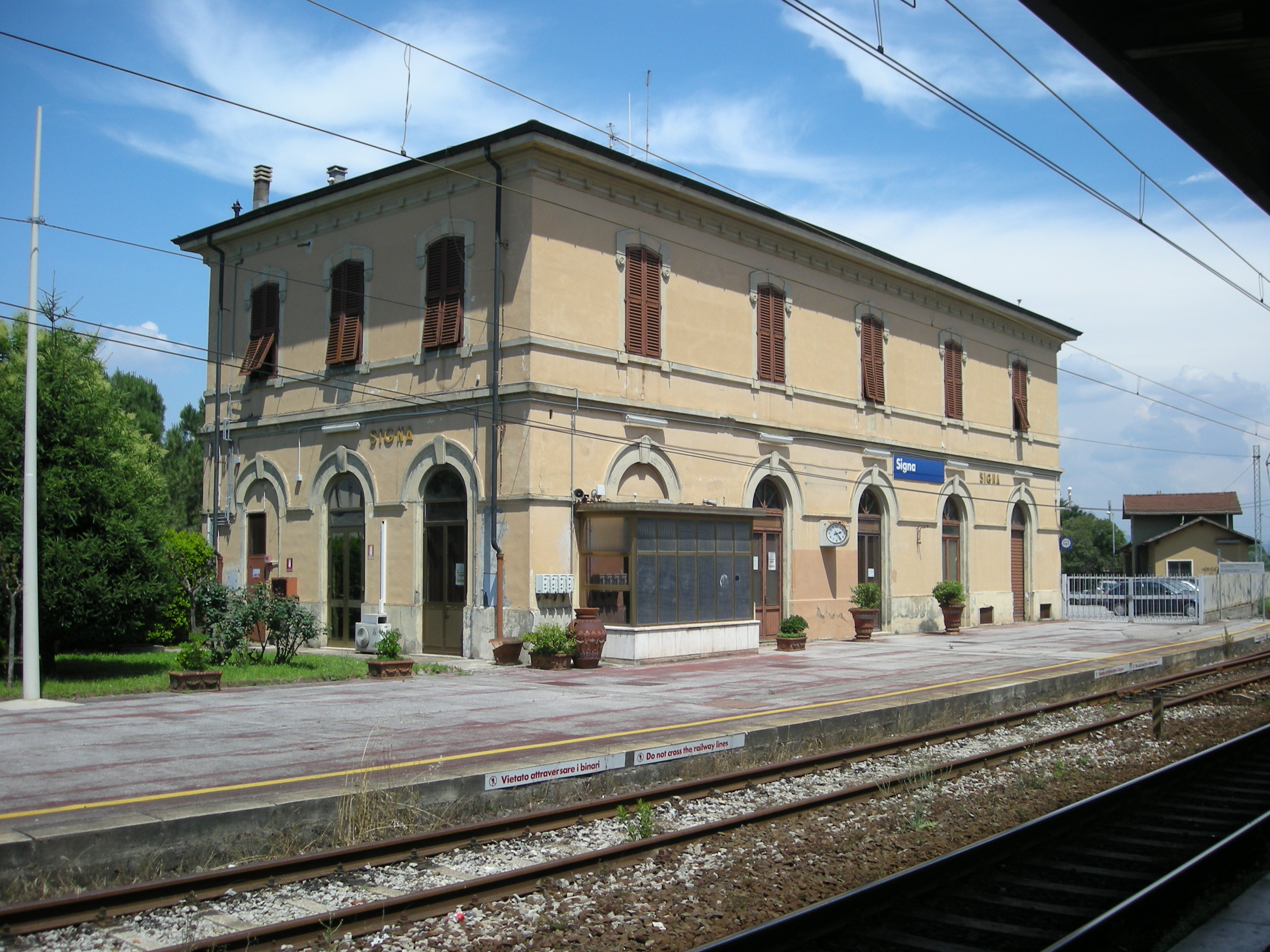
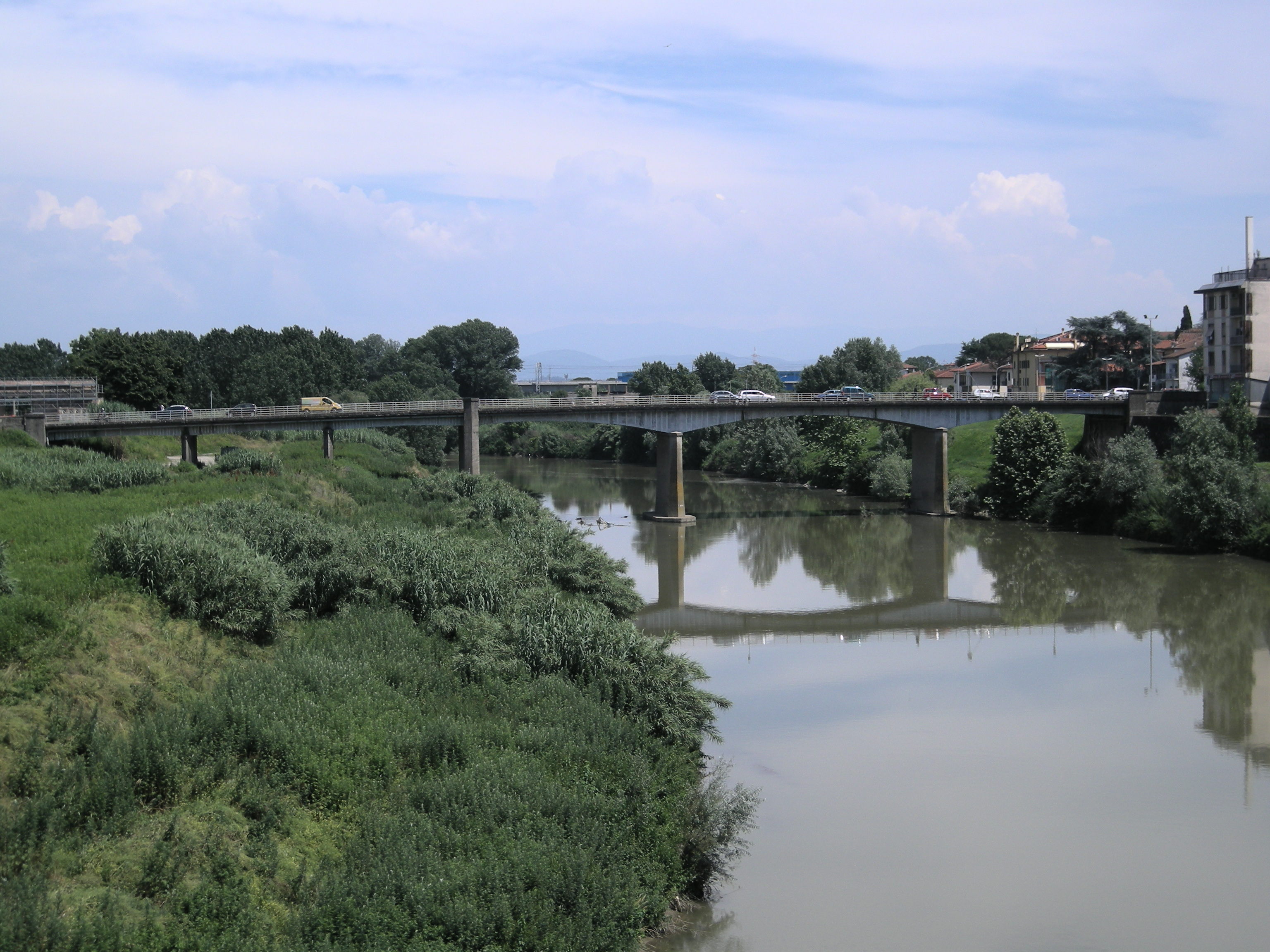
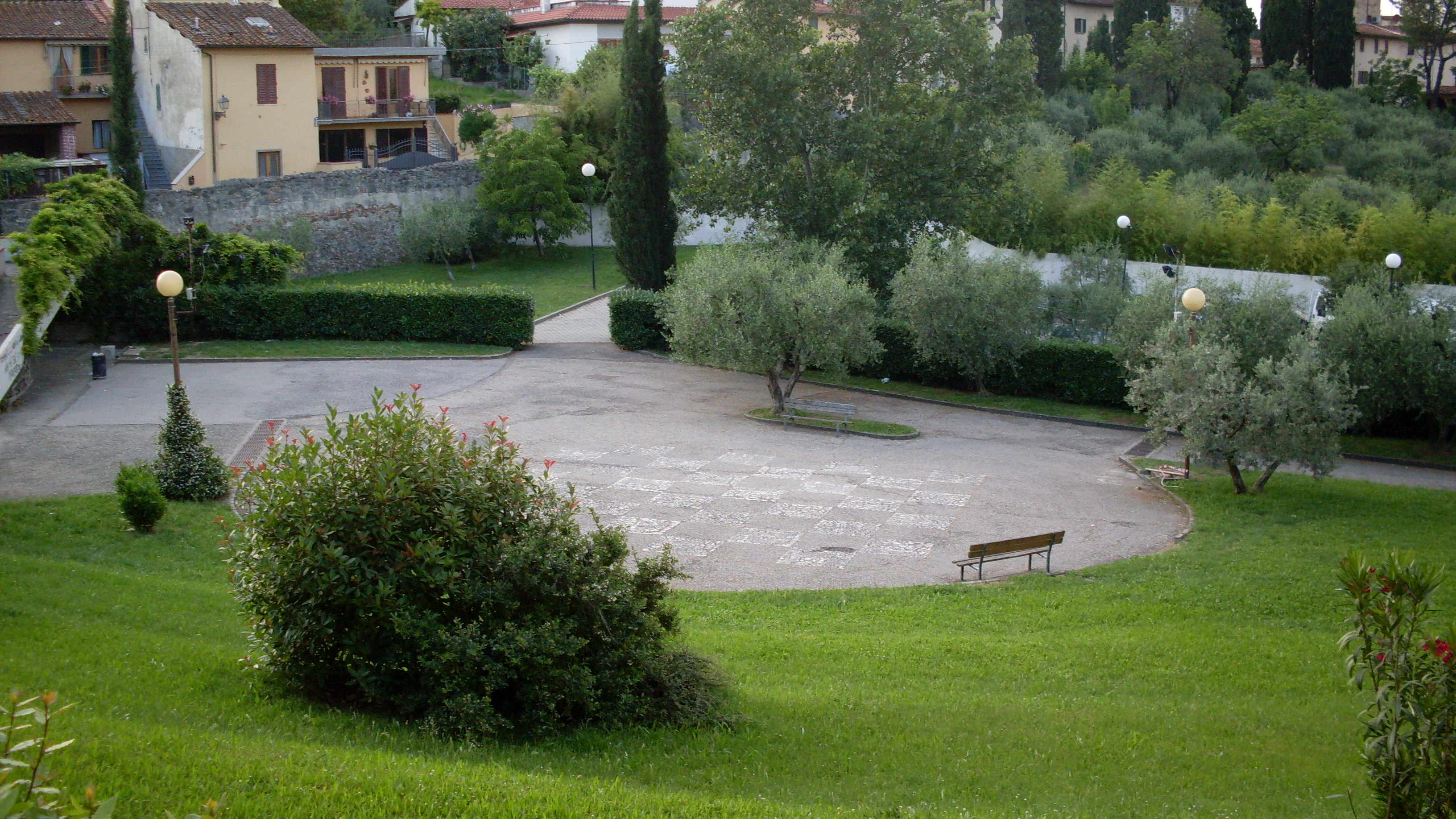
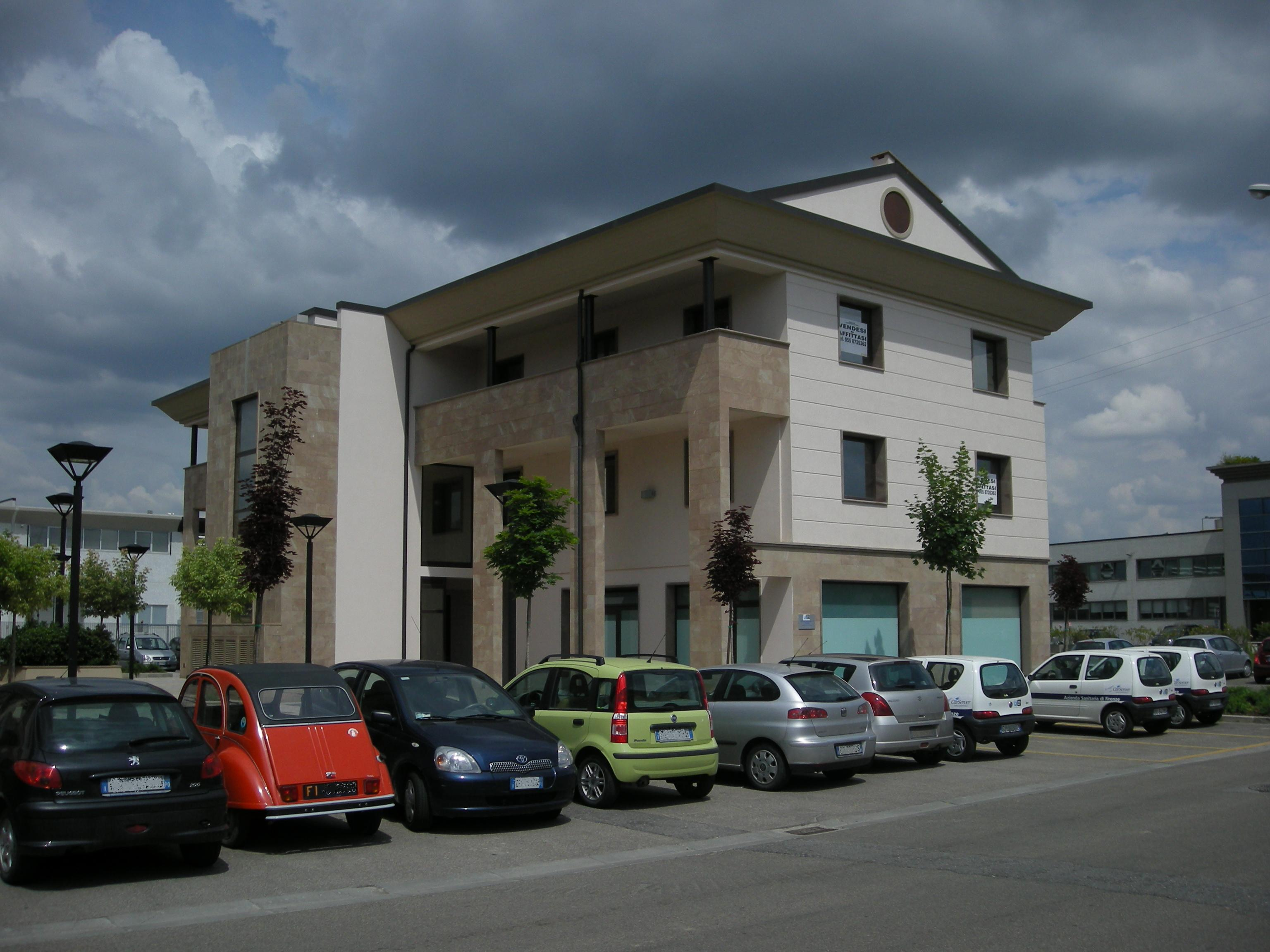